# Ultrakurzzeit-Spektroskopie
Unter dem Begriff Ultrakurzzeit-Spektroskopie fasst man spektroskopische Messverfahren zusammen, deren zeitliche Auflösung im Bereich von Femtosekunden liegt. Zumeist wird die zeitliche Veränderung spektraler Eigenschaften verfolgt, z. B. die Relaxation eines im angeregten Zustand befindlichen Chromophors in Lösung.

## Grundlagen
Beispiele für häufig mittels Ultrakurzzeit-Spektroskopie untersuchter Phänomene:
- Schwingungsanregung und Energieübertrag in Molekülen (Molekülspektroskopie)
- Ablauf chemischer Reaktionen (z. B. in der Photochemie)
- Solvatationsprozesse in Flüssigkeiten
- Ladungsträgertransport in Halbleitern

Diese Vorgänge ereignen sich typischerweise auf sehr kurzen Zeitskalen von wenigen Femtosekunden bis zu einigen hundert Pikosekunden oder wenigen Nanosekunden. Eine direkte Detektion z. B. durch Photodioden oder Photomultiplier ist aufgrund der begrenzten zeitlichen Auflösung elektronischer Geräte (bestenfalls wenige Nanosekunden) nicht möglich. Zur Beobachtung solcher Phänomene bedarf es eines Femtosekundenlasers, dessen ultrakurze Lichtpulse die benötigte Zeitauflösung auf optischem Wege liefern.
Da Lichtpulse als Messinstrument verwendet werden, sind es deshalb ausschließlich optische Eigenschaften, die beobachtet werden können, speziell Transmission, Emission oder Frequenzkonversion.

## Anregungs-Abfrage-Experimente
In einem Anregungs-Abfrage-Experiment (englisch pump-probe experiment) wird das untersuchte System mittels eines kurzen, intensiven Laserpulses in einen angeregten, elektronischen Zustand versetzt (Anregung). Durch einen zweiten Laserpuls, der gegenüber dem Anregungs-Puls zeitlich verzögert ist (z. B. durch einen verlängerten Strahlengang, englisch delay line), wird die Antwort des Systems nach der seit der Anregung verstrichenen Zeit gemessen (Abfrage). Man variiert nun die Verzögerungszeit und misst für jede Verzögerung die momentane (transiente) Antwort des Systems. Trägt man die so gewonnenen Messwerte gegen die Verzögerungszeit auf, dann erhält man Einblick in die Dynamik der nach der Anregung ablaufenden Prozesse.

## Einzel- und Mehrkanaldetektion
Optische Antworten werden entweder bei einer einzelnen (Einzelkanaldetektion) oder bei mehreren Wellenlängen eines Spektrums (Mehr- oder Multikanaldetektion) beobachtet. Bei Multikanaldetektion kann die Antwort in verschiedenen Spektralbereichen entweder seriell durch Variation der Wellenlänge eines relativ schmalbandigen Abfragepulses bewerkstelligt werden, oder durch parallele, spektral aufgelöste Detektion eines breitbandigen Abfragepulses (Weißlicht). Da Femtosekundenlaser im Allgemeinen Lichtpulse in einem kleinen Spektralbereich erzeugen, muss dazu der Abfragepuls durch nichtlineare, optische Prozesse frequenzkonvertiert bzw. in Weißlicht umgewandelt werden. Die spektrale Antwort bei einer festen Verzögerungszeit bezeichnet man als transientes Spektrum.

## Messbare Größen

### Transmissionsänderung
Bei der Untersuchung der Transmissionseigenschaften eines Stoffsystems betrachtet man die Änderung der Transmission {\displaystyle -\ln(T/T_{0})}, die durch einen Anregungsimpuls hervorgerufen wird. In der Regel wird die Messgröße als Änderung der optischen Dichte {\displaystyle \Delta \mathrm {OD} =\lg(T_{0}/T)} angegeben. Dabei ist {\displaystyle T} die Transmission der angeregten Probe und {\displaystyle T_{0}} die Transmission der nicht-angeregten Probe.
Drei Effekte verändern das Transmissionverhalten gegenüber dem nicht-angeregten Zustand:
- Grundzustandsbleichung, englisch ground state bleaching (GSB): Der intensive Anregepuls (englisch pump pulse) versetzt einen Teil (typischerweise einige Prozent) der Moleküle im Fokalvolumen (d. h. der Anteil der Probe, der vom fokussierten Laserstrahl durchdrungen wird) in einen angeregten Zustand. Damit befinden sich weniger Moleküle im Grundzustand als vor der Anregung. Dadurch wird die Probe im Spektralbereich der Grundzustandsabsorption optisch dünner und der Abfragepuls weniger stark abgeschwächt, d. h. {\displaystyle T} ist größer als {\displaystyle T_{0}}. Somit ist der Beitrag von Grundzustandsbleichung zur transienten Absorption {\displaystyle \Delta \mathrm {OD} } immer negativ.
- Stimulierte Emission, englisch stimulated emission (SE): Durch den Anregepuls kann ein elektronisches Niveau besetzt (populiert) werden, das durch Fluoreszenz in den Grundzustand relaxiert. Fällt das Fluoreszenzspektrum in den Bereich des Abfragepulses, wird die strahlende Relaxation ausgelöst. Das emittierte Licht trägt zur detektierten Intensität des Abfragepulses bei, sodass auch stimulierte Emission stets einen negativen Beitrag zur transienten Absorption liefert.
- Absorption des angeregten Zustandes, englisch excited state absorption (ESA): Der durch die Anregung populierte angeregte Zustand besitzt, wie auch der Grundzustand, ein charakteristisches Absorptionsspektrum. Der Abfragepuls wird durch die Moleküle im entsprechenden angeregten Zustand absorbiert, bewirkt also eine Abnahme der Transmission. Die Absorption des angeregten Zustands hat folglich stets einen positiven Beitrag zur transienten Absorption.

Im Falle von photochemischen Reaktionen können Photoprodukte gebildet werden, die analog zur ESA ebenfalls einen positiven Beitrag zur transienten Absorption liefern.
Alle drei Prozesse erfolgen mit charakteristischen Ratenkonstanten.

### Emission
Durch den Anregungsimpuls können im untersuchten System Zustände angeregt werden, die im weiteren Verlauf strahlend relaxieren. Das dabei in alle Raumrichtungen ausgesendete Licht gibt Aufschluss über die Fluoreszenzlebensdauer und den Energieabstand der beteiligten Zustände.

### Frequenzkonversion
Eine besonders auf Grenzflächen sensitive Untersuchungsmethode stellt die Summenfrequenzspektroskopie dar, bei der in einem nichtlinearen Prozess an einer Grenzfläche die Frequenz der verwendeten Laserimpulse konvertiert werden.